# 百野文
百野 文（ひゃくの あや、1973年8月23日 - ）は、元NHK宮崎放送局の契約キャスター。

## 人物
- 宮崎県宮崎市出身。宮崎県立宮崎大宮高等学校を経て桜美林大学国際学部卒業[1]後、地元のNHK宮崎放送局で契約キャスターとなる。ほとんどの職員・キャスターが数年おきに全国規模の異動を経験するNHKにおいて、入局以来10数年にわたり地元局のローカル情報番組を担当し続けるという稀有な経歴を持つ。
- 担当番組は、毎週火曜日から木曜日夕方放送中の宮崎を食べよう（ニュース番組内）など。また、特別番組のナレーションなども務めている。

2017年3月末でキャスター降板。

## 過去の出演番組
- いっちゃがゴールド
※前身の『いっちゃがスタジオ』『いっちゃがワイド』『いっちゃがTV』に引き続き担当。
- おーい、ニッポン 私の・好きな・宮崎県（2008年2月10日） など

- いっちゃがラジオ
- 宮崎を食べよう
- ナレーション
- その他